# Пизони, Пьер Джакомо
Пьер Джакомо Пизони (итал. Pier Giacomo Pisoni, 8 июля 1928 — 8 февраля 1991), итальянский историк, палеограф и архивариус.
Родился в Джерминьяге, близ Луино, Италия. Посвятил свою работу Средним векам и современной локальной истории Лаго-Маджоре. Заново открыл и опубликовал признанный утерянным комментарий XIV века к «Аду» из «Божественной комедии» Данте, написанный Гуглиельмо Марамауро, другом Петрарки («Expositione sopra l’Inferno di Dante Alligieri»).
Будучи архивариусом принца Борромео, он перевел и опубликовал несколько местных эпиграфов, документов, рукописей, общественных законов, писем, древних счетных книг (например, «Liber tabuli Vitaliani Bonromei»). Собирал древние известные сказки, издавал статьи и книги об истории Ломбардии, монографии о художественных памятниках исторических семей, как захватывающая и любопытная история братьев Маццарди («I fratelli della Malpaga»), пяти пиратов, которые в начале XV века поселились в замках Каннеро и терроризировали всю территорию Лаго-Маджоре.